# Sudamericano de Rugby B 2004
El Sudamericano de Rugby B del 2004 se desarrolló en la ciudad de São Paulo, Brasil. Paraguay resultó vencedor por primera vez y en la edición siguiente lograría el bicampeonato.
Los partidos de este torneo entre Brasil, Colombia y Perú fueron válidos por la primera ronda b de la clasificación americana a la Copa Mundial de Rugby de 2007, al mes siguiente estos 3 equipos jugaron contra Venezuela por la misma etapa.

## Equipos participantes
- Selección de rugby de Brasil (Los Vitória-régia)
- Selección de rugby de Colombia (Los Tucanes)
- Selección de rugby de Paraguay (Los Yacarés)
- Selección de rugby de Perú (Los Tumis)

## Posiciones
| Pos. | Equipo   | Encuentros | Encuentros | Encuentros | Encuentros | Tantos  | Tantos    | Tantos     | Puntos |
| Pos. | Equipo   | jugados    | ganados    | empatados  | perdidos   | a favor | en contra | diferencia | Puntos |
| ---- | -------- | ---------- | ---------- | ---------- | ---------- | ------- | --------- | ---------- | ------ |
| 1    | Paraguay | 3          | 3          | 0          | 0          | 175     | 24        | + 151      | 9      |
| 2    | Brasil   | 3          | 2          | 0          | 1          | 164     | 25        | + 139      | 7      |
| 3    | Perú     | 3          | 1          | 0          | 2          | 18      | 157       | - 139      | 5      |
| 4    | Colombia | 3          | 0          | 0          | 3          | 17      | 168       | - 151      | 3      |

Nota: Se otorgan 3 puntos al equipo que gane un partido, 2 al que empate y 1 al que pierda

## Resultados

### Primera fecha
| 10 de octubre                                                                                | Brasil | 73 - 3  | Perú |  |  |
|                                                                                              |        | Reporte |      |  |  |
| Válido por la primera ronda de la clasificación americana a la Copa Mundial de Rugby de 2007 |        |         |      |  |  |

| 10 de octubre | Paraguay | 79 - 7  | Colombia |  |  |
|               |          | Reporte |          |  |  |

### Segunda fecha
| 13 de octubre                                                                                | Brasil | 74 - 0 | Colombia |  |  |
| Válido por la primera ronda de la clasificación americana a la Copa Mundial de Rugby de 2007 |        |        |          |  |  |

| 13 de octubre | Paraguay | 74 - 0  | Perú |  |  |
|               |          | Reporte |      |  |  |

### Tercera fecha
| 16 de octubre | Brasil | 17 - 22 | Paraguay |  |  |
|               |        | Reporte |          |  |  |

| 16 de octubre                                                                                | Perú | 15 - 10 | Colombia |  |  |
| Válido por la primera ronda de la clasificación americana a la Copa Mundial de Rugby de 2007 |      |         |          |  |  |

| Bandera de Paraguay |
| Campeón Paraguay    |
| Primer título       |